# Unione Sportiva Civitanovese 1992-1993
Questa pagina raccoglie le informazioni riguardanti l'Unione Sportiva Civitanovese nelle competizioni ufficiali della stagione 1992-1993.

## Rosa
| N. |                   | Ruolo | Calciatore         |
| -- | ----------------- | ----- | ------------------ |
|    | Italia (bandiera) | C     | Stefano Andretta   |
|    | Italia (bandiera) | C     | Mariano Aristei    |
|    | Italia (bandiera) | P     | Andrea Armellini   |
|    | Italia (bandiera) | D     | Enrico Barone      |
|    | Italia (bandiera) | P     | Davide Bertaccini  |
|    | Italia (bandiera) | D     | Stefano Bettella   |
|    | Italia (bandiera) | A     | Federico Cherubini |
|    | Italia (bandiera) | C     | Andrea Cicconi     |
|    | Italia (bandiera) | A     | Domenico Cicconi   |
|    | Italia (bandiera) | D     | Stefano Cognini    |
|    | Italia (bandiera) | C     | Emiliano Dal Col   |
|    | Italia (bandiera) | D     | Simone De Cesare   |
|    | Italia (bandiera) | A     | Jarno Di Geminiani |
|    | Italia (bandiera) | C     | Bob Fantazzi       |

| N. |                   | Ruolo | Calciatore         |
| -- | ----------------- | ----- | ------------------ |
|    | Italia (bandiera) | D     | Roberto Lattanzi   |
|    | Italia (bandiera) | D     | Gabriele Lazzerini |
|    | Italia (bandiera) | C     | Enrico Limonta     |
|    | Italia (bandiera) | A     | Saverio Luciani    |
|    | Italia (bandiera) | A     | Felice Mancini     |
|    | Italia (bandiera) | A     | Sandro Marino      |
|    | Italia (bandiera) |       | Minauda            |
|    | Italia (bandiera) | C     | Fabrizio Monda     |
|    | Italia (bandiera) | D     | Michele Moscetta   |
|    | Italia (bandiera) | D     | Leonardo Paciscopi |
|    | Italia (bandiera) |       | Reucci             |
|    | Italia (bandiera) | C     | Fabio Scipioni     |
|    | Italia (bandiera) | C     | Massimo Scoponi    |
|    | Italia (bandiera) | C     | Enrico Turcheschi  |